# Стіл Арена
Стіл Арена (словац. Steel Aréna – Košický štadión L. Trojáka) — домашня арена хокейного клубу Кошиці.
Стіл Арена відкрилася 24 лютого 2006 року. Її місткість становить 8 433 глядачів. Названа на честь генерального спонсора клубу — U.S. Steel Košice, член корпорації U.S. Steel, а також на честь кошицького хокеїста, який був першим словаком, який виграв чемпіонат світу з хокею із шайбою зі збірною Чехословаччини.

## Спортивні події
2011
Чемпіонат світу з хокею із шайбою 2011
2019
Чемпіонат світу з хокею із шайбою 2019

## Транспорт
Стіл Арена знаходиться не далеко від історичного центру Кошиць на вулиці Штуровій.
| Вид     | Зупинка       | Лінія                               | Відстань пішки |
| ------- | ------------- | ----------------------------------- | -------------- |
| Автобус | Krajský súd   | 10, 11, 20L, 21, 23, 25, 32, 52, 56 | 20 м           |
| Трамвай | Zimný Štadión | 6, R1, R3, R4                       | 150 м          |

Біля Стіл Арени є паркинг на 496 машин. Додаткові 524 місць є біля торгового центру OC Galeria, розташованого за 500 м від Стіл Арени.

## Галерея

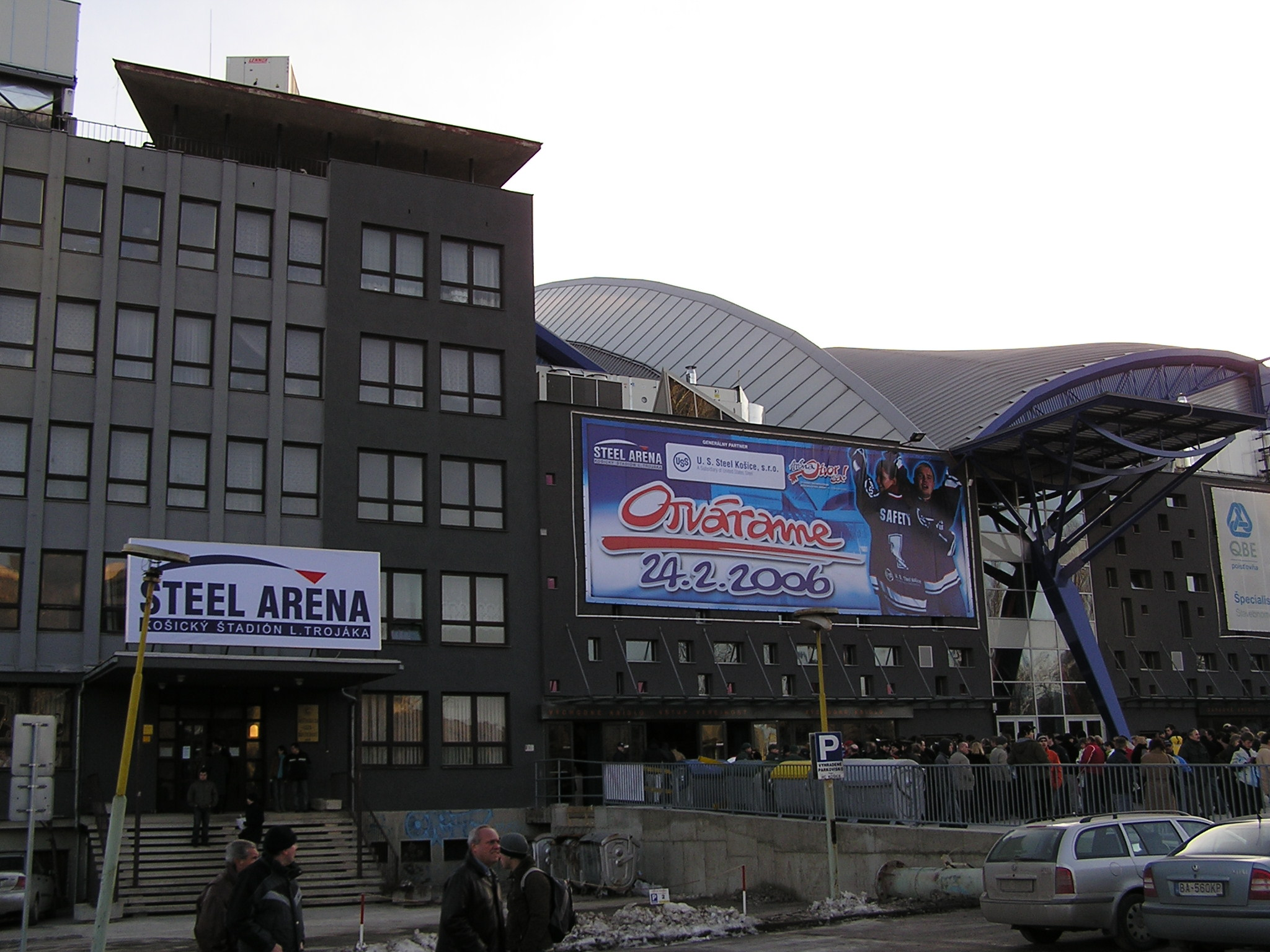
Відкриття Стіл Арени (24 лютого 2006)
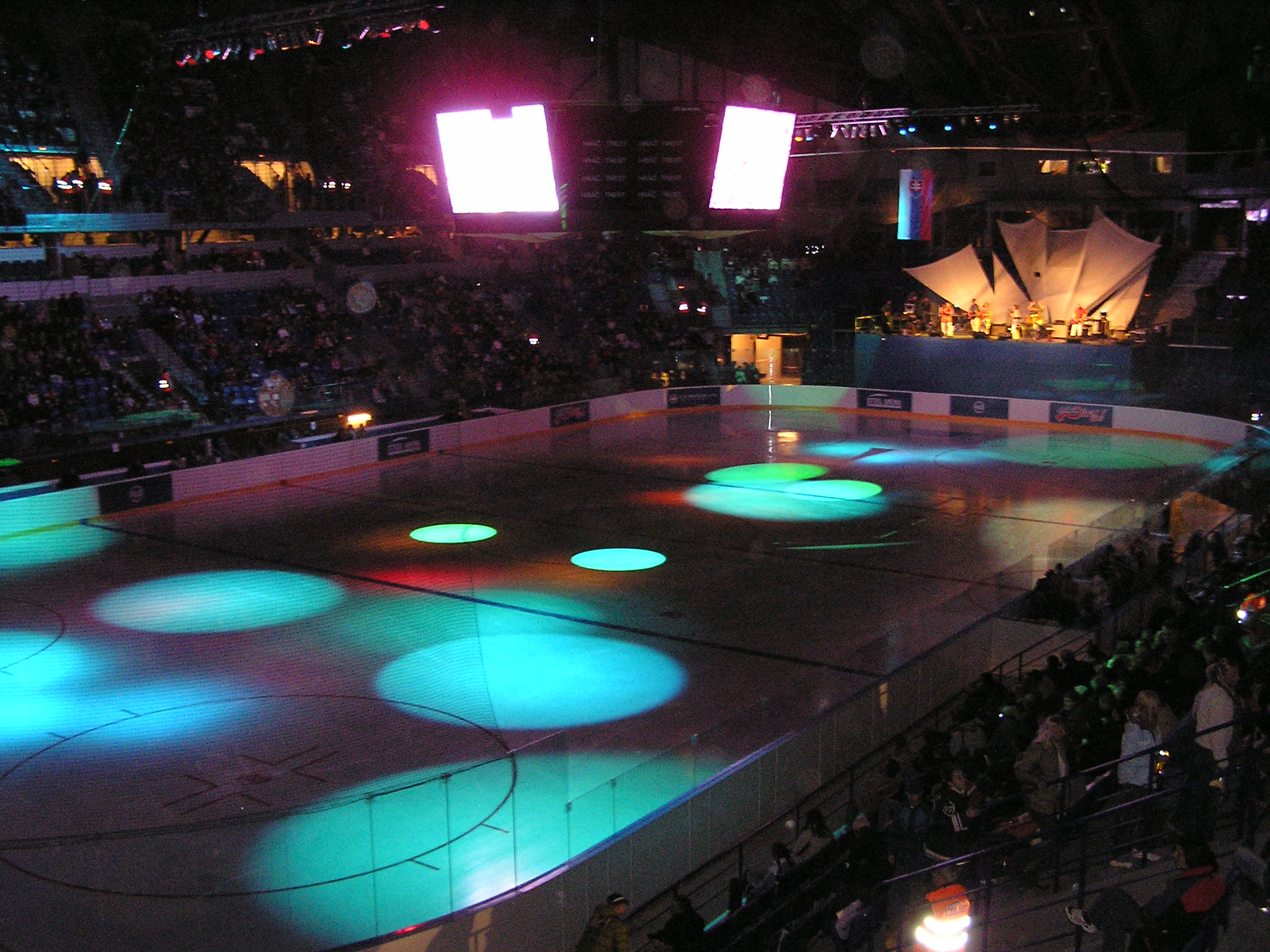
Церемонія відкриття
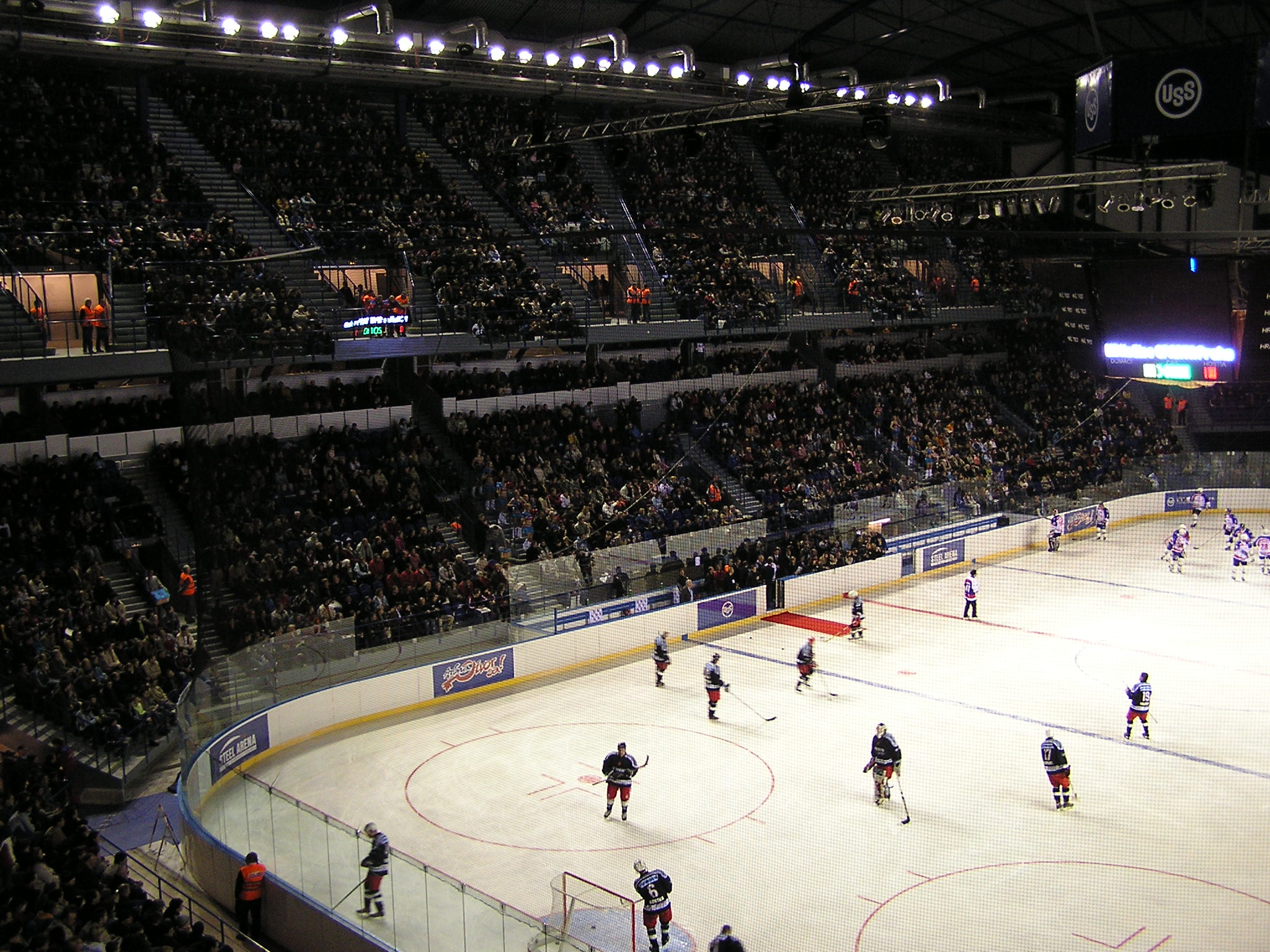
Перша гра на Стіл Арені – «Старі хлопці» ХК Спарта Прага — «Старі хлопці» ХК Кошиці